# Englerophytum oubanguiense
Englerophytum oubanguiense är en tvåhjärtbladig växtart som först beskrevs av André Aubréville och François Pellegrin, och fick sitt nu gällande namn av André Aubréville och François Pellegrin. Englerophytum oubanguiense ingår i släktet Englerophytum och familjen Sapotaceae. Inga underarter finns listade i Catalogue of Life.